# Dietrich Austermann

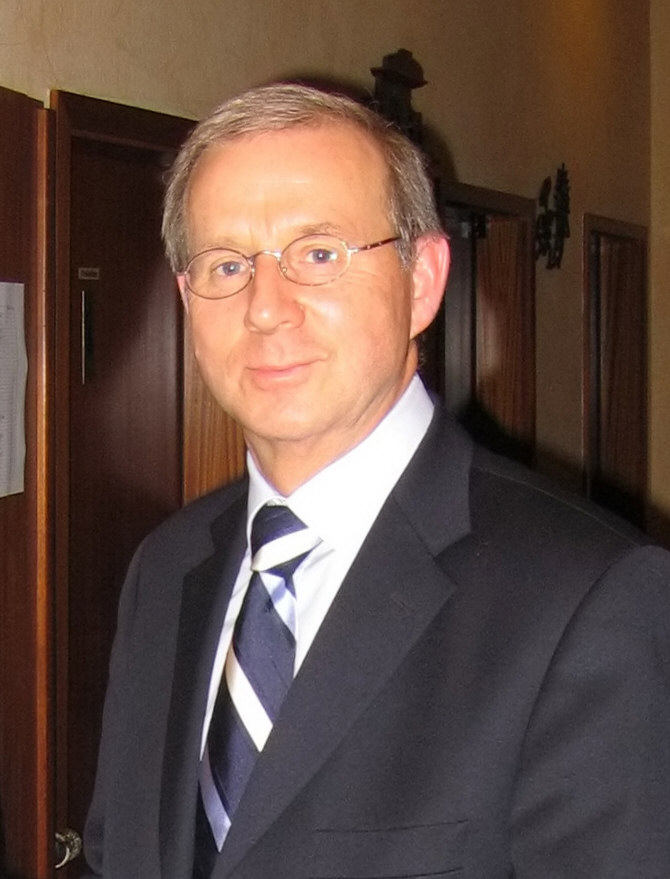
Dietrich Austermann (2007)

Dietrich Austermann (* 22. Oktober 1941 in Berlin) ist ein ehemaliger deutscher Politiker (CDU). Er war von 1982 bis 2005 Mitglied des Deutschen Bundestages und von 2005 bis zum 9. Juli 2008 Minister für Wissenschaft, Wirtschaft und Verkehr des Landes Schleswig-Holstein. 

## Leben und Beruf
Nach dem Abitur 1962 absolvierte Austermann ein Studium der Rechtswissenschaft an der FU Berlin und der Universität Münster, welches er 1967 mit dem ersten und 1971 mit dem zweiten juristischen Staatsexamen beendete. Danach war er bis 1974 als wissenschaftlicher Mitarbeiter bei der CDU-Bürgerschaftsfraktion in Hamburg tätig. Daneben war er von 1972 bis 1974 Rechtsanwalt und Notar. Seit 1985 ist er erneut als Rechtsanwalt zugelassen.
Dietrich Austermann ist verheiratet und hat vier Kinder.

## Partei
Seit 1971 ist er Mitglied der CDU. Von 1987 bis 2000 war er Vorsitzender und seit 2000 ist er Ehrenvorsitzender des CDU-Kreisverbandes Steinburg. 

## Abgeordneter
Austermann rückte am 16. April 1982 für den ausgeschiedenen Abgeordneten Olaf Baron von Wrangel in den Bundestag nach und war anschließend bis zur Niederlegung seines Mandates am 4. Mai 2005 Mitglied des Deutschen Bundestages. Dort war er seit 1998 Vorsitzender der Landesgruppe Schleswig-Holstein und der Arbeitsgemeinschaft Haushalt der CDU/CSU-Bundestagsfraktion.
Dietrich Austermann ist 1982, 1998 und 2002 über die Landesliste Schleswig-Holstein und sonst stets als direkt gewählter Abgeordneter des Wahlkreises Steinburg - Dithmarschen-Süd in den Bundestag eingezogen.

## Öffentliche Ämter
Von 1974 bis 1977 war er hauptamtlicher Bürgermeister der Gemeinde Barsbüttel/Stormarn und von 1977 bis 1981 von Brunsbüttel/Dithmarschen. Von 1981 bis 1982 war er Stadtdirektor und Kämmerer der Stadt Göttingen.
Vom 27. April 2005 bis zum 9. Juli 2008 gehörte er dem von Ministerpräsident Peter Harry Carstensen (CDU) geführten Kabinett der Großen Koalition in Schleswig-Holstein als Minister für Wissenschaft, Wirtschaft und Verkehr an. Anlässlich der Frühjahrstagung der Verkehrsministerkonferenz vom 18./19. April 2007 in Wernigerode Unterzeichnung der Absichtserklärung zum Geschichtsprojekt Brocken-Erklärung.   
Mit 66 Jahren trat er noch in der Wahlperiode als Minister freiwillig zurück. Sein Nachfolger wurde Werner Marnette.

## Positionen
Im August 2010 unterzeichneten Austermann und etwa 40 andere Prominente den Energiepolitischen Appell für eine Laufzeitverlängerung deutscher Kernkraftwerke.

## Ehrungen
Das Verdienstkreuz 1. Klasse erhielt er im Februar 2006.